# دنیس لمکس

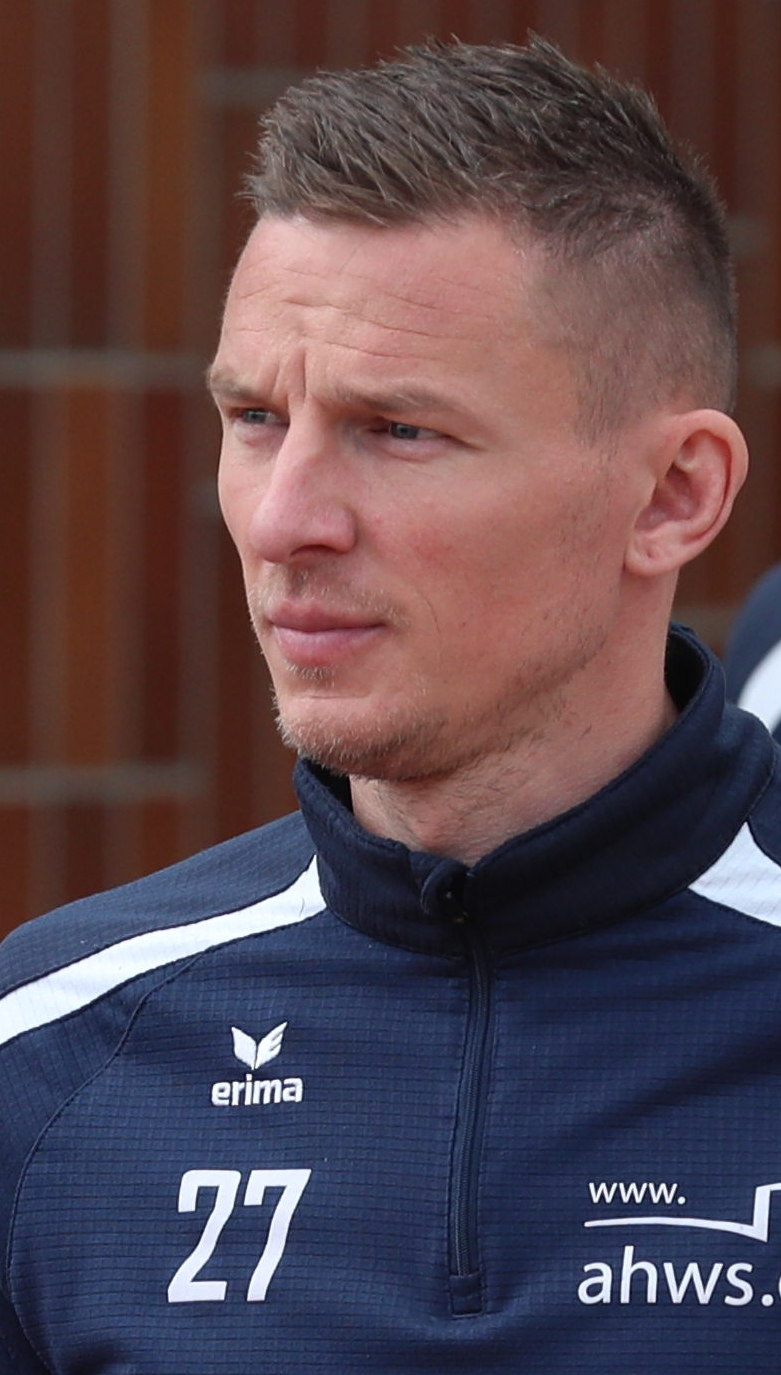
دنیس لمکس در سال ۲۰۲۲

دنیس لمکس (انگلیسی: Dennis Lemke؛ زادهٔ ۸ مارس ۱۹۸۹) بازیکن فوتبال اهل آلمان است.
از باشگاه‌هایی که در آن بازی کرده‌است می‌توان به باشگاه فوتبال هرتابرلین، باشگاه فوتبال آینتراخت برانشوایگ، باشگاه فوتبال کارل زایس ینا، و باشگاه فوتبال والویک اشاره کرد.